# 錫萊夫爾 (北卡羅萊納州)
錫萊夫爾（英語：Sea Level）是位於美國北卡羅萊納州加特利縣的非建制地區。

## 歷史
錫萊夫爾的郵局自1915年營運至今。

## 地理
錫萊夫爾所處的海拔為高於海平面1米（即3英呎），而該地所採用的時區為UTC-5，即北美东部时区（EST）。同時該地設有夏令時間，為UTC-5調快一小時，即UTC-4（EDT）。